# Herb Panamy
Herb Panamy – herb Panamy obowiązujący od 4 czerwca 1904 roku. 

## Opis
Herb  składa się z tarczy herbowej podzielonej na pięć pól. (Informacje o położeniu poszczególnych pól podawane są zgodnie z zasadami blazonowania, co oznacza, iż określenie lewy-prawy podawane są z punktu widzenia osoby trzymającej tarczę z godłem; w rozumieniu potocznym układ stron jest odwrotny).
- W prawym górnym polu, na białym tle, umieszczono skrzyżowaną broń, symbolizującą oddzielenie się od Kolumbii i Hiszpanii
- W lewym górnym polu, na czerwonym tle, znajduje się skrzyżowana motyka i łopata, symbolizujące budowę Kanału Panamskiego
- W środkowym, największym polu widnieje fragment Kanału Panamskiego, a nad nim - słońce i księżyc (w niektórych wersjach godła - samo słońce)
- W prawym dolnym polu na niebieskim tle umieszczono róg obfitości, symbolizujący bogactwo
- W lewym dolnym polu, na białym tle, znajduje się wizerunek skrzydlatego koła (koło kolejowe), mającego uosabiać ruch, pozytywne przemiany.

Tarcza herbowa otoczona jest z obu stron przez panamskie flagi, zaś ponad tarczą znajduje się orzeł z rozpostartymi skrzydłami na wzór amerykańskiego. Ornitolodzy uważają, że jest to harpia (Harpia harpyja) która należy do podrodziny orłów.  Z jego dzioba wychodzi srebrna wstęga z łacińską dewizą kraju: Pro Mundi Beneficio (Dla Korzyści  Świata)
W 1946 r. ponad orłem umieszczono złote gwiazdy symbolizujące prowincje kraju. Początkowo ich liczba wynosiła 7, obecnie zaś 9 (2 dodane to autonomiczne prowincje Indian Kuna).